# سلار الديلمي
سلار ديلمي هو أحد أوائل الفقهاء الشيعة الإيرانيين خلال القرن الخامس الهجري (القرن الحادي عشر الميلادي). ويعتبر من فقهاء طبقة الشيخ الطوسي.

## الولادة
أبو علي حمزة بن عبد العزيز، المعروف بسلار الديلمي (توفي سنة 448 أو 463 هـ) كان فقيهًا وعالمًا دينيًا شيعيًا في القرن الخامس الهجري. وُلِد في النصف الثاني من القرن الرابع الهجري، في ديلمان. وكان مرشح الشيخ المفيد والشريف المرتضى في شؤون التدريس والتعليم. كان متمكنًا من العلوم والمواضيع المختلفة، إلا أن تفوقه في الفقه أكثر. ويعتبر من التلاميذ البارزين للشيخ المفيد والسيد مرتضى. ويعتبر أيضًا من علماء الدين المهمين بعد غيبة الإمام المهدي الإمام الثاني عشر عند الشيعة. لقبه أبو يعلى يدل على الكرامة والعلو. قد يكون اسم سلار شكلاً معربًا من الاسم الفارسي سالار.

## الشخصيات
وقد اعتبر العلامة الحلي سلار من كبار الفقهاء والكتاب الشيعة. يُعرّف أبو القاسم الخوئي سلار بأنه رجل ثقة وموثوق به في الحديث والفقه. ويعدّ بعض العلماء كالسيوطي سلار من أهل العلم بالنحو. كما عدّه من العشرة في المراسيم العلوية في الأحكام النبوية. ويعد هذا الكتاب من أوائل الكتب في فقه الشيعة الإمامية. "أما الباب الخاص بالسلام فهو باب مستقل في المراسم.
- المقنع في المذهب[4]
- التغريب في أصول الفقه
- التذكرة في حقيقة الجوهر والملك
- الأبواب وأصول الفقه
- المسائل السلالية

له مؤلفان بارزان في الفقه الشيعي: أحدهما: «تتميم الملخّص»، وهو معجم لكتاب «الملخص» للشريف المرتضى. لقد ضاع كتاب التتميم. والكتاب البارز الآخر يسمى "كتاب المراسيم" وقد نشر عدة مرات.

## الأحكام القضائية
كان يؤمن بتحريم النحت. بالإضافة إلى ذلك، قام بتقسيم المجرمين وفقًا لنيتهم في إحداث الضرر أو عدمه، إلى عمل عمدي متعمد وشبه متعمد. ويرى أيضًا جواز صلاة الجمعة مع وجود الإمام المعصوم أو من ينوب عنه. 

## الأحداث الأخيرة
وفي عام 2013 أقيم مؤتمر حول مكانته في الفقه الشيعي في جامعة تبريز في إيران. وقد ألقى بعض المجتهدين مثل آية الله نوري همداني وجعفر سبحاني رسائل إلى هذا المؤتمر.

## طالع أيضًا
- أصول
- الفقه
- أصول الفقه في المذهب الجعفري
- حوزة قم